# Fork (A-cappella-Gruppe)
Fork ist eine finnische A-cappella-Gruppe, die im Jahre 1996 in Helsinki gegründet wurde. 

## Bandgeschichte
Die Gründungsmitglieder waren die drei Schauspielschüler Mia Hafrén (Sopran), Silva Lillrank, Jonte Ramsten (Tenor) und der Polizist Kasper Ramström (Bariton/Bass). Da sie mit den Instrumenten Klavier, Violine, Blockflöte und Bass keine Rockgruppe bilden konnten, sie aber alle vier gut sangen, entschlossen sie sich, a cappella zu singen. Sie waren die erste finnische A-cappella-Band, orientierten sich nicht an bestehenden Gruppen, sondern entwickelten ihren eigenen Stil, der sich stark auf Technik abstützt.
Ihre Performance besteht nicht nur aus dem Gesang, sondern auch aus der Show mit Humor und extravaganter Kleidung. Ihre Lieder sind eigenständige Interpretationen bekannter Pop und Rocksongs sowie eigene Kompositionen. Der Name der Gruppe ergibt sich daraus, dass eine Gabel (Fork) vier Zinken hat und jedes Bandmitglied eine Stimmgabel auf der Bühne benutzt.
Seit 2004 lebt die Gruppe allein von ihrer Musik. Sie sind im skandinavischen Raum eine der bekanntesten A-cappella-Gruppen. Seit 2010 ist Anna Asunta als Nachfolgerin von Mia Renwall Mitglied der Gruppe. Das fünfte Mitglied der Band ist der Tontechniker Grégory Maisse aus Frankreich, der seit dem Jahr 2000 dabei und für den Sound der Gruppe verantwortlich ist. Alle Sounds entstehen nur über die vier Mikrofone der Sänger und den technischen Möglichkeiten des Tontechnikers. Die Gruppe hat sich ihren Sound als eingetragene Marke sichern lassen. 
Fork konzertierte u. a. in Monaco, Dubai, New York, Stockholm und St. Petersburg. 2013 und 2015 war sie auf dem Zelt-Musik-Festival in Freiburg im Breisgau zu sehen, 2014 trat sie auf dem Wacken Open Air auf.

## Bandmitglieder
- Mia Hafrén (* 4. März) als Ms. Chiq LaDesire, Gründungsmitglied
- Jonte Ramsten (* 14. Mai 1975) als Mr. Winston Chill, Gründungsmitglied
- Kasper Ramström (* 1975) als Mr. Miles Precious, Gründungsmitglied
- Anna Asunta (* Juli 1976), Mitglied seit 2010
- Grégory Maisse (* 1973 in Saint Etienne, Frankreich), Tonmeister seit 2000

ZMF 2015 A-Cappella Nacht
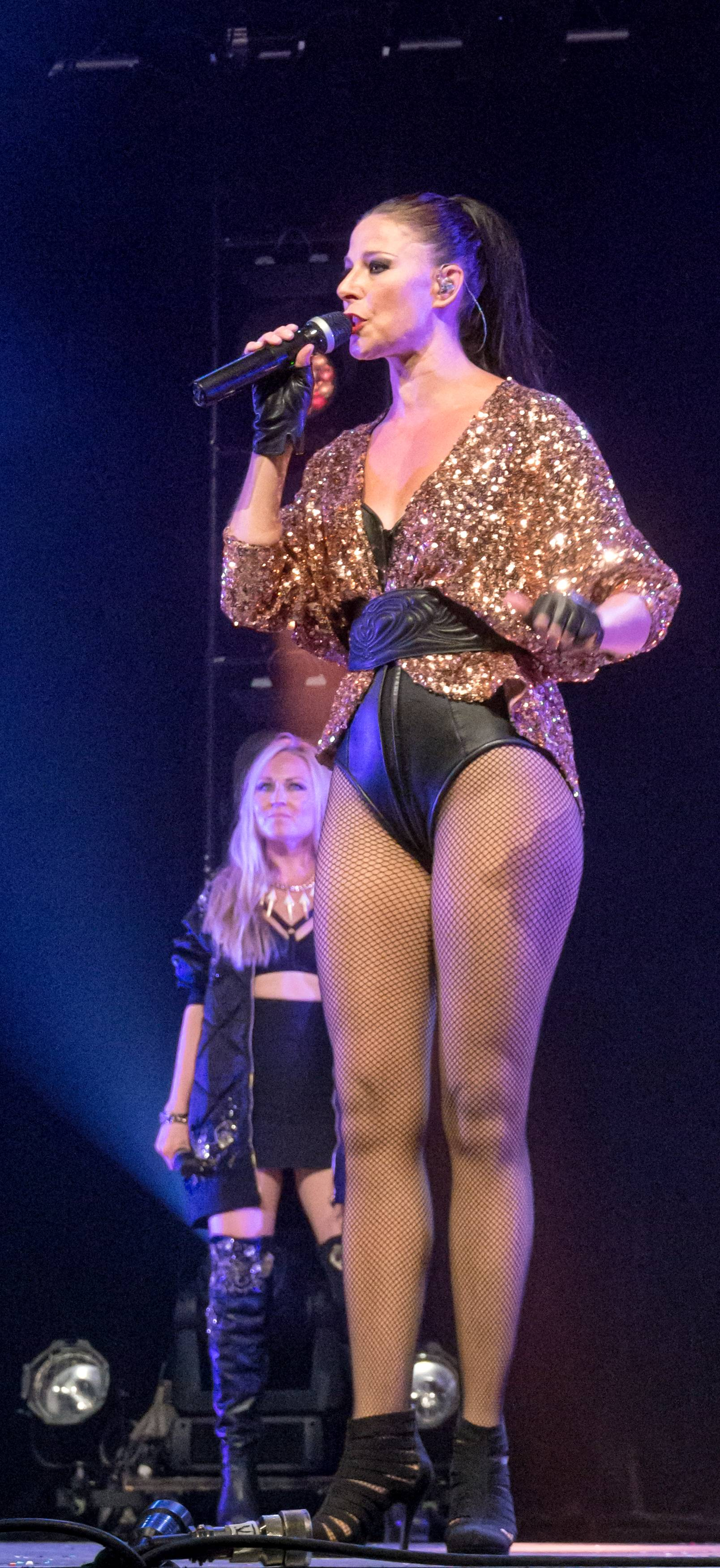
Mia Hafrén
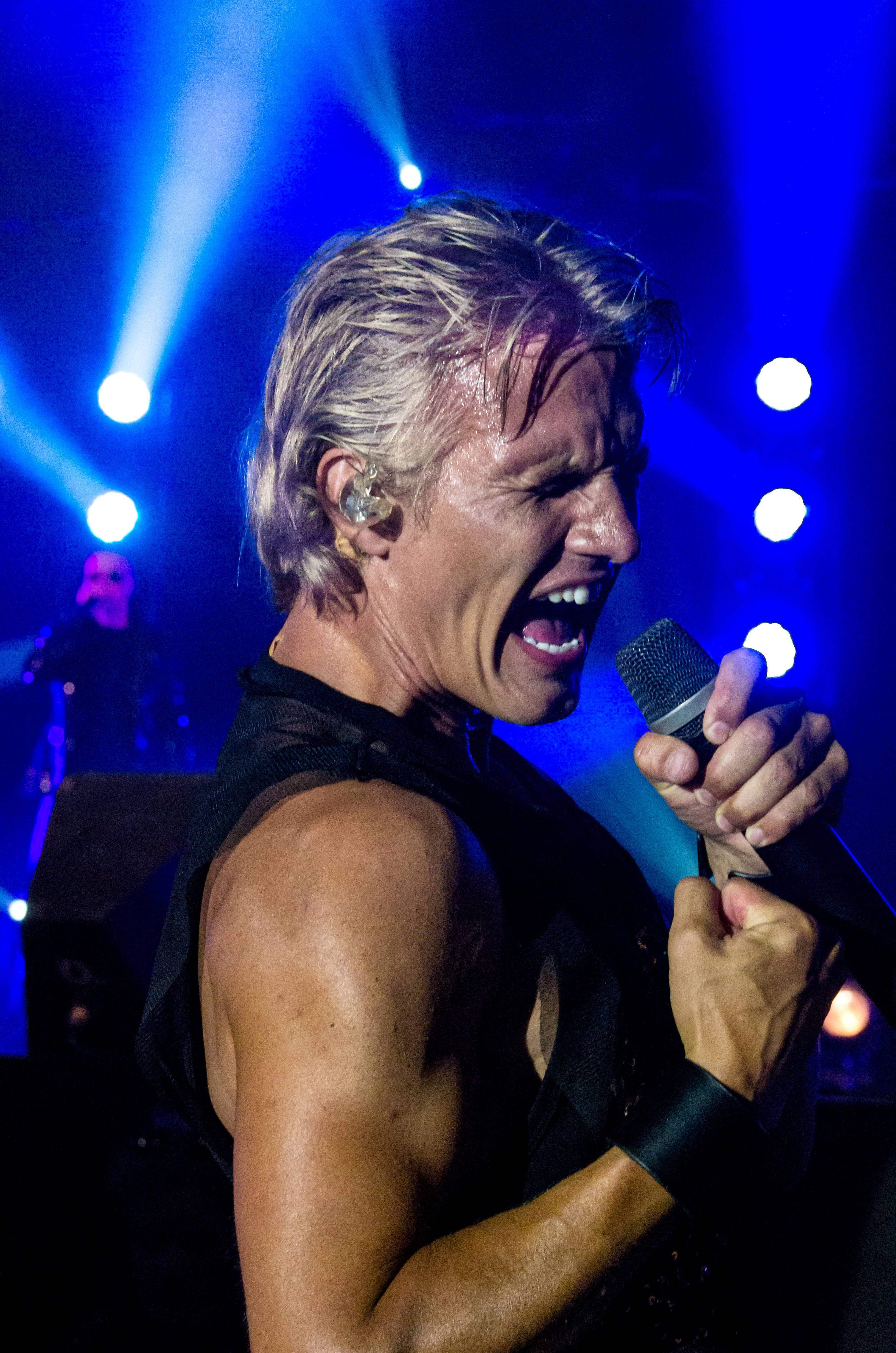
Kasper Ramström
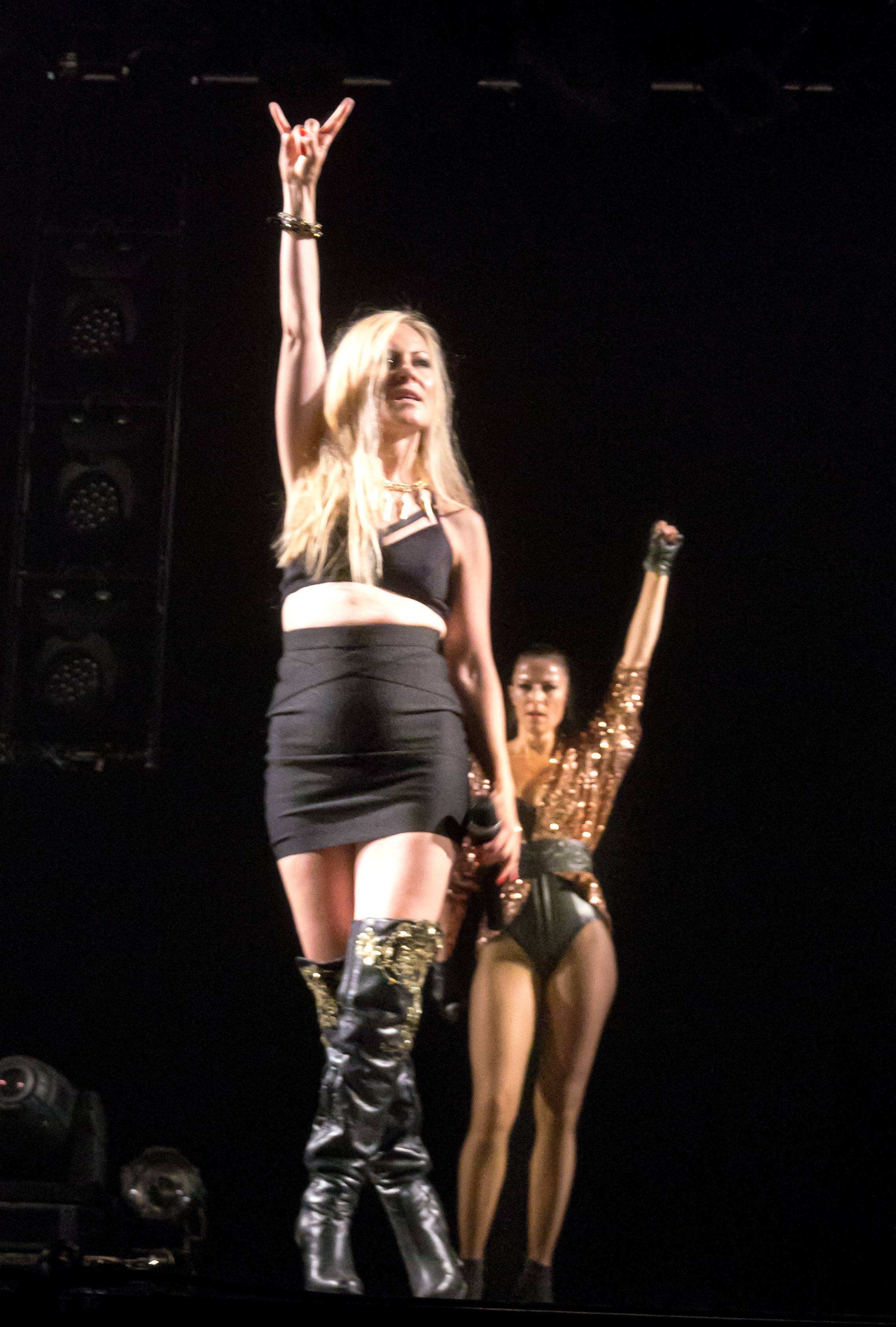
Anna Asunta
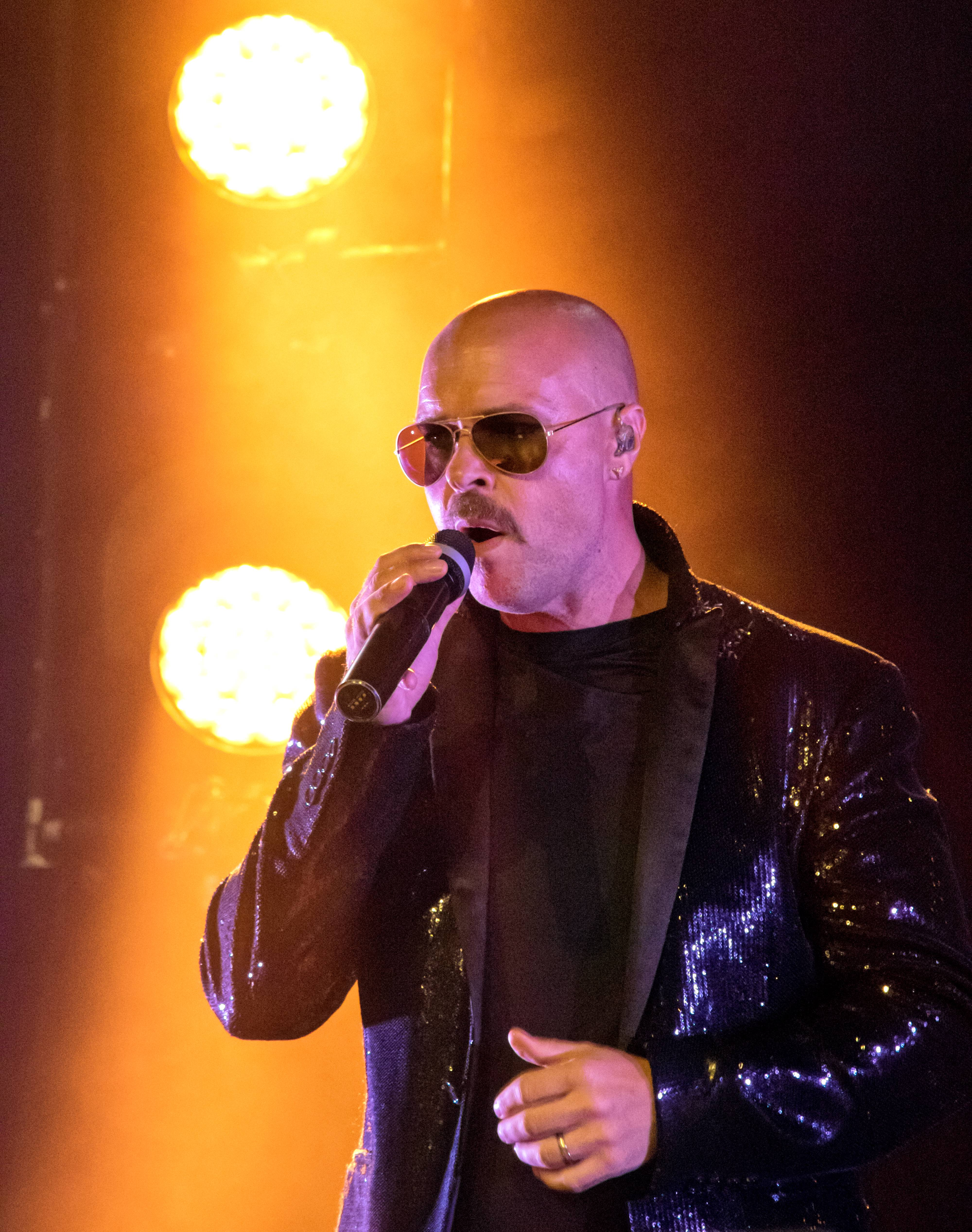
Jonte Ramsten

## Frühere Bandmitglieder
- Silva Ilona Lillrank (* 1973) als Ms. Diamant Evergreen
- Mia Renwall (* 26. September 1980) als Ms. Ville d'Angel, Mezzosopran, Mitglied 2006–2010
- Birthe Wingren (* 1967) als Ms. Cindy Vine

## Diskografie
- 2004: Taking a Cappella to the Next Level (Fat Lady Records)
- 2005: Cover to Cover (Suomen Musiikki Oy)
- 2007: Games We Play (Suomen Musiikki Oy)
- 2008: Helsinki (Suomen Musiikki Oy)
- 2011: Pink Noise Live (Fat Lady Records)
- 2013: ElektroVocal Circus (Fat Lady Records)
- 2015: Fork-X Live (Fat Lady Records)